# 鹿头乡
鹿头乡，是中华人民共和国河北省邯郸市涉县下辖的一个乡。

## 行政区划
鹿头乡下辖以下地区：
符山窑村、东鹿头村、西鹿头村、王家岗村、核桃树角村、壮口村、史家渠村、龙泉寺村、郭庄村、花木峧村、董家沟村、秦家脑村、老周背村、东安居村、西安居村、东宇庄村、西宇庄村、木口村、杨家庄村、青峰村、林峰村和峪峧新村。